# سونغ نان
سونغ نان (بالصينية: 宋楠) هو متزلج فني صيني، ولد في 9 أغسطس 1990 في كيكيهار في الصين.

## وصلات خارجية
- سونغ نان على موقع الاتحاد الدولي للتزلج (الإنجليزية)